# Cetățeni
Cetățeni è un comune della Romania di 3 090 abitanti, ubicato nel distretto di Argeș, nella regione storica della Muntenia.
Il comune è formato dall'unione di 3 villaggi: Cetățeni, Lăicăi, Valea Cetățuia.
I primi reperti archeologici testimonianti la presenza di un insediamento umano sul territorio comunale sono rappresentati da quattro tombe in lastre di pietra risalenti all'Età del bronzo nella località chiamata Cornul Malului.
Su un rilievo a nord del comune, sulla riva sinistra del fiume Dâmbovița, gli scavi hanno portato alla luce tracce di uno dei più grandi insediamenti daci dei Carpazi meridionali, abitato tra il III ed il I secolo a.C.